# Placówka Straży Granicznej w Barcianach
Placówka Straży Granicznej w Barcianach – graniczna jednostka organizacyjna Straży Granicznej realizująca zadania w ochronie granicy państwowej.
24 sierpnia 2005 roku funkcjonującą dotychczas strażnicę SG w Barcianach przemianowano na placówkę Straży Granicznej w Barcianach.

## Terytorialny zasięg działania
Z dniem 21.12.2007 roku powiększono terytorialny zasięg działania poza strefę nadgraniczną o powiat mrągowski i gminę miejsko-wiejską Kętrzyn z powiatu kętrzyńskiego.
W 2011 placówka Straży Granicznej w Barcianach ochraniała odcinek od znaku granicznego nr 2225 do wschodniego brzegu rzeki Oświnka (na wschód od znaku granicznego nr 2176) .
Linia rozgraniczenia:
1. z placówką Straży Granicznej w Węgorzewie: wschodnim brzegiem rzeki Oswinka do granicy gmin Srokowo oraz Węgorzewo, dalej granica gminy Srokowo oraz Węgorzewo[4] .
2. z placówką Straży Granicznej w Sępopolu: włącznie znak graniczny nr 2225, dalej granica gmin Sępopol i Korsze oraz Barciany[4] .

Poza strefą nadgraniczną obejmuje powiat mrągowski, z powiatu kętrzyńskiego gmina Kętrzyn (g.m-w) .

## Przejścia graniczne
Od 1.09.2007 roku placówka obsługuje 
- kolejowe przejście graniczne Skandawa-Żeleznodorożnyj[5]

wcześniej podległe pod PSG w Bezledach. Przejście obsługuje całodobowo ruch pociągów towarowych, a kontrola graniczna odbywa się w punkcie odpraw w Skandawie i w Kotkach-Wielewie.

## Komendanci placówki
- ppłk SG Wiesław Dyśko (16.08.2002-?)[6] ← wcześniej jako komendant strażnicy